# Фильмография Аллы Пугачёвой
Фильмография Аллы Пугачёвой включает большое количество как игровых, так и документальных фильмов и фильмов-концертов с её участием, снятых о ней за всю её творческую карьеру.

## Игровые фильмы
Полужирным начертанием выделены фильмы, в которых Пугачёва сыграла главную роль.

| Год  |     | Название                                           | Роль                                           |
| ---- | --- | -------------------------------------------------- | ---------------------------------------------- |
| 1976 | кор | Ансамбль неудачников                               | камео                                          |
| 1978 | ф   | Женщина, которая поёт                              | Анна Стрельцова                                |
| 1979 | ф   | Пена                                               | певица на фестивале                            |
| 1979 | тф  | Бабушки надвое сказали...                          | камео                                          |
| 1980 | ф   | Рецитал                                            | Алёна Вольнова                                 |
| 1983 | ф   | Любовью за любовь                                  | певица                                         |
| 1985 | ф   | Пришла и говорю                                    | камео                                          |
| 1985 | ф   | Сезон чудес                                        | таксистка                                      |
| 1986 | ф   | Как стать звездой                                  | камео                                          |
| 1992 | тф  | Джулия                                             | камео                                          |
| 1995 | с   | Русский проект                                     | камео                                          |
| 1997 | тф  | Старые песни о главном 2                           | бывшая жительница двора                        |
| 1998 | тф  | Старые песни о главном 3                           | молодая певица, понравившаяся Эльдару Рязанову |
| 2001 | тф  | Старые песни о главном. Постскриптум               | «Клавдия Шульженко»                            |
| 2004 | тф  | За двумя зайцами                                   | Тоня Коровяк                                   |
| 2007 | тф  | Королевство кривых зеркал                          | Примадонна                                     |
| 2010 | ф   | Щелкунчик и Крысиный Король (The Nutcracker in 3D) | Крысиная королева, Фрау Эва (озвучивание)      |

Также Пугачёва проходила фотопробы и кинопробы на роль Нины Челноковой в кинофильме «Центровой из поднебесья» (1975) и фотопробы на роль Дарьи Булавиной в телесериале «Хождение по мукам» (1977). В июне 1978 года Пугачёва участвовала в кинопробах на роль Викторины Махониной в сатирической кинокомедии «Пена», режиссёром которой являлся муж Пугачёвой Александр Стефанович. Несмотря на то, что худсовет утвердил Пугачёву на главную роль, Стефанович намеренно снял её кандидатуру из-за риска разрушить образ одинокой женщины с ребёнком, создаваемый в течение двух лет в песнях и концертных программах. Но в фильме мужа Пугачёва всё же сыграла эпизодическую роль певицы на фестивале.

## Документальные фильмы

### В главной роли
В данном подразделе представлены документальные фильмы, посвящённые Алле Пугачёвой.
| Год  | Оригинальное название                        | Перевод                                          | Страна    | Производитель            | Режиссёр                           | Примечание | Ссылки |
| ---- | -------------------------------------------- | ------------------------------------------------ | --------- | ------------------------ | ---------------------------------- | --- | ------ |
| 1976 | Alla Pugatschowa und Wesjolyje Rebjata       | Алла Пугачёва и Весёлые ребята                   | ГДР       | ТВ ГДР                   | ?                                  | Снят во время промотура ВИА «Весёлые ребята» и Аллы Пугачёвой в ГДР в апреле 1976 года |        |
| 1979 | Alla-la                                      | У Аллы                                           | Финляндия | «Mainos-TV»              | ?                                  | Снят летом 1979 года в Москве и Ленинграде. После премьеры 30 декабря 1979 года на финском ТВ фильм был куплен для показа телекомпаниями Швеции, Франции и Канады. Фильм планировался к показу на советском ТВ | [ 1 ]  |
| 1980 | Ałła Pugaczowa w Warszawie                   | Алла Пугачёва в Варшаве                          | Польша    | Польское ТВ              | ?                                  | Снят во время гастролей Пугачёвой в Польше в апреле—мае 1980 года |        |
| 1980 | Einfach Alla                                 | Просто Алла                                      | ФРГ       | «ARD»                    | ?                                  | Снят в Москве в 1979 году, а также во время гастролей Пугачёвой в ФРГ в ноябре 1980 года |        |
| 1981 | Алла Пугачёва в Ленинграде                   |                                                  | СССР      | Ленинградское ТВ         | ?                                  | Снят во время гастролей Пугачёвой в Ленинграде в июле 1981 года |        |
| 1982 | Dzied Alla Pugačova                          | Поёт Алла Пугачёва                               | СССР      | Рижская киностудия       | Юрис Подниекс                      | Снят во время гастролей Пугачёвой в Риге в феврале и июле 1982 года |        |
| 1983 | Hur är den sovjetiska superstjärnan?         | Как живёт советская суперзвезда?                 | Швеция    | Шведское ТВ              | Якоб Далин                         | Снят в Москве в сентябре 1983 года |        |
| 1985 | Алла Пугачёва и трио «Херрейз» в Ленинграде  |                                                  | СССР      | Ленинградское ТВ         | ?                                  | Снят во время гастролей Пугачёвой и группы «Herreys» в Ленинграде в сентябре 1985 года. См. Алла Пугачёва представляет...                                                                                      |        |
| 1985 | Das sind meine Lieder                        | Это мои песни                                    | ФРГ       | «ZDF»                    | ?                                  | Снят в Москве в июле 1985 года |        |
| 1993 | Портрет на фоне: Алла Пугачёва               |                                                  | Россия    |                          | Леонид Парфёнов                    | |        |
| 1995 | Жди и помни меня                             |                                                  | Россия    | «ОРТ»                    | Юрий Занин                         | 5-серийный телефильм. В 1999 году был перемонтирован в 3-серийную версию и показан к 50-летию Пугачёвой. В 2014 году по телеканалу «Время» была показана другая версия монтажа в 5 сериях                      |        |
| 1995 | Она сказала «Да!»                            |                                                  | Казахстан | Казахское ТВ             | ?                                  | |        |
| 1998 | Закулисье Аллы Пугачёвой                     |                                                  | Россия    | Ростовское-на-Дону ТВ    | ?                                  | |        |
| 1999 | Алла Пугачёва: Новейшая история              |                                                  | Россия    | «ОРТ», Арт-студия «Алла» | Роман Родин                        | |        |
| 2000 | Алла Пугачёва                                |                                                  | Россия    | «ТВ Петербург»           | ?                                  | |        |
| 2001 | Вспоминая Рождество                          |                                                  | Россия    | ?                        | ?                                  | 12-серийный телефильм |        |
| 2007 | Неизвестная Пугачёва                         |                                                  | Россия    | «НТВ»                    | ?                                  | |        |
| 2009 | Алла Пугачова: Чоловіки її величності        | Алла Пугачёва: Мужчины её величества             | Украина   | «07 Продакшн»            | Алексей Лябах                      | |        |
| 2009 | Признание женщины, которая поёт              |                                                  | Россия    | «НТВ»                    | Сергей Холодный, Александр Новиков | Об истории создания кинофильма «Женщина, которая поёт» |        |
| 2009 | Я рыжая, я другая                            |                                                  | Россия    | «АТВ»                    | Михаил Кондалов                    | |        |
| 2010 | Алла Пугачёва: Найти меня                    |                                                  | Россия    | «Широкий Формат»         | Михаил Водзуми                     | |        |
| 2011 | Алла + Максим: Исповедь любви                |                                                  | Россия    | «НТВ»                    | ?                                  | 2-серийный телефильм |        |
| 2011 | Жизнь после шоу                              |                                                  | Россия    | Первый канал             | Максим Баканович                   | |        |
| 2011 | Пугачиха: Фильм-судьба                       |                                                  | Россия    | «НТВ»                    |                                    | Смонтирован из документальной кинохроники |        |
| 2011 | Шалена молодість моя, або Невідома Алла 80-х | Шальная молодость моя, или Неизвестная Алла 80-х | Украина   | «Интер»                  |                                    | Смонтирован из документальной кинохроники |        |
| 2016 | Мне нравится Алла Пугачёва                   |                                                  | Россия    | Первый канал             |                                    | Смонтирован из документальной хроники, интервью Максима Галкина, коллег и друзей Пугачёвой и оригинальной видеосъемки 2016 года                                                                                | [ 3 ]  |

### Эпизодическое участие
1. 1981 — «Радуга Музыки» (Литовская киностудия)
2. 1983 — «Я возвращаю ваш портрет» (Лентелефильм)
3. 1985 — «Раймонд Паулс. Работа и Размышления» (Рижская киностудия)
4. 1985 — «Rock around the Kremlin» | «Рок вокруг Кремля» (Французское ТВ)
5. 1987 — «Mit Udo Lindenberg in der Sowjetunion» | «Удо Линденберг в Советском Союзе» (ТВ ФРГ, телеканал «ZDF»)
6. 1996 — «Человек придумал песню»
7. 1996 — «Скажи Солнцу „Да“»
8. 1998 — «85 лет»
9. 2001 — «Любов! Слава! Самота!» | «Любовь! Слава! Одиночество!» (ТВ Болгарии)
10. 2002 — «Вспомни со мной»
11. 2005 — «Раймонд Паулс. Личная жизнь Маэстро»
12. 2005 — «Баловень судьбы. Феномен Лещенко»
13. 2005 — «Большая Медведица»
14. 2006 — «Запрещённый концерт. Немузыкальная история»
15. 2006 — «Б. Н.»
16. 2006 — «Полюбите пианиста»
17. 2007 — «Живая легенда»
18. 2007 — «Как уходили кумиры»
19. 2007 — «О, счастливчик!»
20. 2007 — «Первая семья»
21. 2008 — «Гуд бай, Америка. Композитор Зацепин»
22. 2008 — «Пугачёва, Распутина… Все звёзды Леонида Дербенёва»
23. 2008 — «Муслим Магомаев. Король песни»
24. 2008 — «Эскизы к портрету художника»
25. 2009 — «Судьба по имени „Ариэль“»
26. 2009 — «Валерий Леонтьев. Я ещё не жил»
27. 2010 — «Алаверды Геннадию Хазанову»
28. 2010 — «Галина Волчек. Театр её жизни»
29. 2010 — «Влюбиться в человека. Игорь Николаев»
30. 2010 — «Эпилог»
31. 2011 — «Борис Краснов. Без прикрас»
32. 2011 — «Александр Зацепин. Этот мир придуман не мной»
33. 2012 — «Красивый, Клёвый, Богатый. Филлип Киркоров»
34. 2012 — «Филипп Киркоров. Я себе придумал эту жизнь»[4]
35. 2012 — «Видеть свет»[5]
36. 2013 — «Всегда в моде. Вячеслав Зайцев»
37. 2013 — «Кио. За кулисами иллюзий»
38. 2013 — «Наш голос на Евровидении»
39. 2015 — «Евгений Миронов. Один в лодке»
40. 2016 — «Александр Зацепин. Мне уже не страшно»

## Фильмы-концерты

### В главной роли
| Год  | Оригинальное название            | Перевод                  | Страна   | Производитель        | Режиссёр                   | Примечание | Ссылки |
| ---- | -------------------------------- | ------------------------ | -------- | -------------------- | -------------------------- | --- | ------ |
| 1976 | Алла Пугачова в България         | Алла Пугачёва в Болгарии | Болгария | Болгарское ТВ        | ?                          | Исполнение нескольких песен, среди которых «Посреди зимы» |        |
| 1976 | Поёт Алла Пугачёва               |                          | СССР     | Ленинградское ТВ     | Валентин Шерстобитов       | Исполнение песен «Очень хорошо» «Мне нравится», «У зеркала», «22+28», «Эй, мушкетёры», «Посреди зимы», «Волшебник-недоучка», «И кто виноват» |        |
| 1977 | Alla Pugatšova Tallinnas         | Алла Пугачёва в Таллине  | СССР     | Эстонское ТВ         | Тоомас Ласманн             | Запись сольного концерта в Таллине в рамках «Дней литературы и искусств РСФСР в ЭССР» в июле 1977 года |        |
| 1977 | Dzied Alla Pugačova              | Поёт Алла Пугачёва       | СССР     | Латвийское ТВ        | Светлана Рудзите           | Исполнение нескольких песен |        |
| 1977 | Поёт Алла Пугачёва               |                          | СССР     | Сочинское ТВ         | ?                          | Исполнение нескольких песен |        |
| 1978 | Театр Аллы Пугачёвой             |                          | СССР     | Эстонское ТВ, ЦТ     | Тоомас Ласманн, Рэет Линна | Исполнение песен «Все силы даже прилагая», «До свидания, лето», «Ты возьми меня с собой», «Вот так случилось, мама», «Три желанья», «Песенка первоклассника», «Приезжай», «Сонет Шекспира», «Всё могут короли», «Песенка про меня», «Женщина, которая поёт». Изначально фильм был снят в несколько другом варианте и являлся визиткой для участия Пугачёвой в международном фестивале песни «Интервидение—78» в Сопоте, где она представляла советское телевидение |        |
| 1979 | Поёт Алла Пугачёва               |                          | СССР     | Волгоградское ТВ     | ?                          | Исполнение песен «Верю в тебя», «Сонет Шекспира», «Ты возьми меня с собой», «Песенка первоклассника», «Всё могут короли», «Песенка про меня», «Женщина, которая поёт»; интервью Владимиру Шиленкову |        |
| 1981 | Поёт Алла Пугачёва               |                          | СССР     | ЦТ                   | Валентин Белобородов       | Исполнение песен «Эти летние дожди», «Лестница», «Ты не стал судьбой», «Дежурный ангел», «Беда», «Как тревожен этот путь» |        |
| 1984 | Встречи с Аллой Пугачёвой        |                          | СССР     | ЦТ, Ленинградское ТВ | ?                          | Исполнение песен «Кукушка», «Бумажный змей», «Цыганский хор», «Айсберг», «Осень», «Святая ложь»; архивные кадры выступлений разных лет с песнями «Поднимись над суетой» (1979, 1982), «Арлекино» (1979, 1982), «Я больше не ревную» (1982), «Беда» (1982), «Старинные часы» (1983), «Первый шаг» (1982), Старый дом (1982); фрагменты концертной программы «Пришла и говорю» (1984)                                                                                |        |
| 1986 | Алла Пугачёва и Владимир Кузьмин |                          | СССР     | Азербайджанское ТВ   | ?                          | Исполнение нескольких песен |        |
| 2003 | Сказки про любовь                |                          | Россия   |                      | Ирина Миронова             | |        |

### Эпизодическое участие
1. 1977 — Диск — фильм-концерт о белорусском вокально-инструментальном ансамбле «Песняры» под руководством Владимира Мулявина
2. 1985 — Витражных дел мастер — показаны архивные кадры декабря 1981 года из концерта «У нас в гостях Маэстро» и мая 1983 года из концерта ко Дню радио
3. 1986 — Как стать звездой — архивные кадры выступления с песней «Арлекино» на международном фестивале «Золотой Орфей» в июне 1976 года в качестве почётной гостьи

## Песни за кадром и вокальное озвучивание
| Год  | Формат                                 | Название фильма                    | Герой             | Актриса в кадре      | Песня | Автор музыки       | Автор текста                        |
| ---- | -------------------------------------- | ---------------------------------- | ----------------- | -------------------- | --- | ------------------ | ----------------------------------- |
| 1969 | кинофильм                              | Король-олень                       | Анджела           | Валентина Малявина   | Уехал славный рыцарь мой (Баллада Анджелы)                                                                                 | Микаэл Таривердиев | Владимир Коростылёв                 |
| 1969 | кинофильм                              | Король-олень                       | Анджела           | Валентина Малявина   | Надоело это (Тарантелла)                                                                                                   | Микаэл Таривердиев | Владимир Коростылёв                 |
| 1969 | кинофильм                              | Король-олень                       | Анджела           | Валентина Малявина   | Я уступаю (Дуэт Анджелы и Панталоне)                                                                                       | Микаэл Таривердиев | Владимир Коростылёв                 |
| 1969 | кинофильм                              | Король-олень                       | Анджела           | Валентина Малявина   | Про любовь (Дуэт Короля и Анджелы)                                                                                         | Микаэл Таривердиев | Владимир Коростылёв                 |
| 1970 | телефильм                              | Удивительный мальчик               | фигляр            | Алла Будницкая       | Начинается наш рассказ | Эдуард Артемьев    | Анатолий Найман                     |
| 1970 | телефильм                              | Удивительный мальчик               | фигляр            | Алла Будницкая       | Вот и кончился наш рассказ                                                                                                 | Эдуард Артемьев    | Анатолий Найман                     |
| 1970 | телефильм                              | Удивительный мальчик               | Лона              | Зане Лиелдиджа       | Шаг, шаг, ещё шажок | Эдуард Артемьев    | Анатолий Найман                     |
| 1970 | телефильм                              | Удивительный мальчик               | Лона              | Зане Лиелдиджа       | Баллада про королевскую дочь, всадника и разбойников                                                                       | Эдуард Артемьев    | Анатолий Найман                     |
| 1972 | кинофильм                              | Печки-лавочки                      | —                 | —                    | Вокализ на мотив песни «Очи чёрные»                                                                                        | ?                  | —                                   |
| 1972 | кинофильм                              | Монолог                            | —                 | —                    | Te ador | Луис Бонфа         | Антонио де Мария                    |
| 1972 | телефильм                              | Стоянка поезда — две минуты        | Алёна             | Валентина Теличкина  | Мой городок | Геннадий Гладков   | Юрий Энтин                          |
| 1972 | телефильм                              | Стоянка поезда — две минуты        | Алёна             | Валентина Теличкина  | Предчувствия | Геннадий Гладков   | Юрий Энтин                          |
| 1972 | телефильм                              | Стоянка поезда — две минуты        | официантка        | Ирина Сушина         | Песенка официантки | Геннадий Гладков   | Юрий Энтин                          |
| 1972 | телефильм                              | Стоянка поезда — две минуты        | Тамара Красовская | Алла Будницкая       | Или-или | Геннадий Гладков   | Юрий Энтин                          |
| 1973 | телефильм                              | Аварийное положение                | —                 | —                    | Если улыбаются веснушки | Евгений Птичкин    | Михаил Пляцковский                  |
| 1975 | многосерийный телефильм                | Такая короткая долгая жизнь        | —                 | —                    | И продолженье следует | Юрий Левитин       | Михаил Матусовский                  |
| 1975 | телефильм                              | Ирония судьбы, или С лёгким паром! | Надя Шевелёва     | Барбара Брыльска     | По улице моей | Микаэл Таривердиев | Белла Ахмадулина                    |
| 1975 | телефильм                              | Ирония судьбы, или С лёгким паром! | Надя Шевелёва     | Барбара Брыльска     | Мне нравится | Микаэл Таривердиев | Марина Цветаева                     |
| 1975 | телефильм                              | Ирония судьбы, или С лёгким паром! | Надя Шевелёва     | Барбара Брыльска     | У зеркала | Микаэл Таривердиев | Марина Цветаева                     |
| 1975 | телефильм                              | Ирония судьбы, или С лёгким паром! | Надя Шевелёва     | Барбара Брыльска     | На Тихорецкую | Микаэл Таривердиев | Михаил Львовский                    |
| 1975 | многосерийный документальный телефильм | Москва — Владивосток               | —                 | —                    | Дальние дали | Евгений Дога       | Владимир Мильдон-Лазарев            |
| 1975 | многосерийный документальный телефильм | Москва — Владивосток               | —                 | —                    | Ритмы эпохи | Евгений Дога       | Владимир Мильдон-Лазарев            |
| 1975 | кинофильм                              | Центровой из поднебесья            | Нина Челнокова    | Людмила Суворкина    | Бубен шамана | Александр Зацепин  | Леонид Дербенёв                     |
| 1975 | кинофильм                              | Центровой из поднебесья            | Нина Челнокова    | Людмила Суворкина    | Угу-гу | Александр Зацепин  | Леонид Дербенёв                     |
| 1975 | кинофильм                              | Центровой из поднебесья            | Нина Челнокова    | Людмила Суворкина    | Бубен шамана Любовь одна виновата                                                                                          | Александр Зацепин  | Леонид Дербенёв                     |
| 1975 | кинофильм                              | Центровой из поднебесья            | Нина Челнокова    | Людмила Суворкина    | До свиданья, лето | Александр Зацепин  | Леонид Дербенёв                     |
| 1975 | кинофильм                              | Центровой из поднебесья            | —                 | —                    | Верблюд (с ВИА «Весёлые ребята»)                                                                                           | Александр Зацепин  | Леонид Дербенёв                     |
| 1976 | телефильм                              | Отважный Ширак                     | Зайнаб            | Люция Рыскулова      | Полно вокруг мудрецов | Александр Зацепин  | Леонид Дербенёв                     |
| 1976 | телефильм                              | Отважный Ширак                     | Зайнаб            | Люция Рыскулова      | Друг друга мы нашли | Александр Зацепин  | Леонид Дербенёв                     |
| 1976 | телефильм                              | Отважный Ширак                     | Сезам             | Хуршед Ганиев        | Волшебник-недоучка | Александр Зацепин  | Леонид Дербенёв                     |
| 1976 | телефильм                              | Бросок, или Всё началось в субботу | —                 | —                    | Верю в тебя | Александр Зацепин  | Онегин Гаджикасимов                 |
| 1976 | телеспектакль                          | Когда-то в Калифорнии              | миссис Мартин     | Тамара Квасова       | Весёлый ковбой | Алексей Мажуков    | Леонид Филатов                      |
| 1976 | телеспектакль                          | Когда-то в Калифорнии              | миссис Мартин     | Тамара Квасова       | Я ночью у окна сижу без сна                                                                                                | Алексей Мажуков    | Леонид Филатов                      |
| 1976 | телеспектакль                          | Волшебный фонарь                   | дочь              | Тамара Квасова       | вокальная партия дочери на мотив арии Герода из рок-оперы «Иисус Христос — суперзвезда» («Эй, домочадцы, что меня ищете…») | Эндрю Ллойд Уэббер | Борис Пургалин                      |
| 1977 | телефильм                              | Фантазии Веснухина                 | Анна Ивановна     | Клара Белова         | Голубой кот | Алексндр Зацепин   | Леонид Дербенёв                     |
| 1977 | телефильм                              | Фантазии Веснухина                 | —                 | —                    | Колыбельная | Алексндр Зацепин   | Леонид Дербенёв                     |
| 1977 | телефильм                              | Фантазии Веснухина                 | —                 | —                    | Рисуйте, рисуйте | Алексндр Зацепин   | Леонид Дербенёв                     |
| 1977 | телефильм                              | Фантазии Веснухина                 | —                 | —                    | Найди себе друга | Алексндр Зацепин   | Леонид Дербенёв                     |
| 1977 | телефильм                              | Фантазии Веснухина                 | —                 | —                    | Куда уходит детство? | Алексндр Зацепин   | Леонид Дербенёв                     |
| 1978 | кинофильм                              | Повар и певица                     | Зухра             | Махфират Хамракулова | Лунная вода | Алексндр Зацепин   | Юрий Энтин                          |
| 1978 | кинофильм                              | Повар и певица                     | Зухра             | Махфират Хамракулова | Мама | Алексндр Зацепин   | Леонид Дербенёв                     |
| 1978 | кинофильм                              | Повар и певица                     | Зухра             | Махфират Хамракулова | Если долго мучиться | Алексндр Зацепин   | Леонид Дербенёв                     |
| 1978 | кинофильм                              | Повар и певица                     | —                 | —                    | Мы не любим друг друга | Алексндр Зацепин   | Леонид Дербенёв                     |
| 1978 | кинофильм                              | Звёздное лето                      | —                 | —                    | Папа купил автомобиль | Алла Пугачёва      | Олег Милявский                      |
| 1978 | кинофильм                              | Звёздное лето                      | —                 | —                    | Три желания | Алла Пугачёва      | Диомид Костюрин                     |
| 1978 | кинофильм                              | Звёздное лето                      | —                 | —                    | Звёздное лето | Алла Пугачёва      | Илья Резник                         |
| 1986 | телефильм                              | Выше Радуги                        | Сирена Ахелоевна  | Татьяна Басова       | Сирена | Юрий Чернавский    | Леонид Дербенёв                     |
| 2007 | кинофильм                              | Ирония судьбы. Продолжение         |                   |                      | Опять метель | Константин Меладзе | Константин Меладзе, Джахан Поллыева |

### Комментарии
1. ↑  Фильм не был завершён, хотя было отснято несколько сцен. Из-за скандала, устроенного Аллой Пугачёвой на съёмочной площадке, съёмочная группа картины отказалась с ней работать и она была отстранена от участия руководством «Мосфильма»[1][2].
2. ↑  Ролик «Верь в себя», основанный на воспоминаниях самой Пугачёвой.